# 立石里駅 (黄海北道)
座標: 北緯39度00分47秒 東経125度56分02秒 / 北緯39.012973度 東経125.933844度
立石里駅（リプソンニえき）は朝鮮民主主義人民共和国黄海北道勝湖郡にある、朝鮮民主主義人民共和国鉄道省平徳線および高飛線の駅。

## 隣の駅
朝鮮民主主義人民共和国鉄道省
平徳線
青龍駅 - 立石里駅 - 勝湖里駅
高飛線
立石里駅 - 新勝湖駅